# 勘解由小路韶光
勘解由小路韶光（かでのこうじ あきみつ、寛文3年（1663年）2月8日 - 享保14年（1729年）5月11日）は、江戸時代前期の公卿。通称は朴所。

## 官歴
- 寛文10年（1670年）：侍従
- 寛文11年（1671年）：従五位上
- 延宝3年（1675年）：正五位下
- 延宝7年（1679年）：従四位下
- 天和3年（1683年）：正四位下、東宮学士
- 元禄4年（1691年）：従三位
- 元禄11年（1698年）：正三位
- 宝永2年（1705年）：参議
- 宝永3年（1706年）：従二位
- 享保2年（1717年）：権中納言
- 享保9年（1724年）：正二位、権大納言

## 系譜
- 養父：勘解由小路資忠
- 実父：烏丸光雄
- 子：勘解由小路光潔
- 子：勘解由小路音資